# Carea
Carea is een geslacht van vlinders uit de familie van de visstaartjes (Nolidae). De wetenschappelijke naam van het geslacht is voor het eerst geldig gepubliceerd in 1856 door Francis Walker. Hij beschreef toen tevens de eerste soort, Carea varipes die was ontdekt in Malakka.

## Soorten
- C. acutapex Strand, 1920
- C. adoxa Prout, 1924
- C. aetha Prout, 1928
- C. albimargo Warren, 1912
- C. albirufa Hampson, 1896
- C. albopurpurea Hampson, 1894
- C. angulata Fabricius, 1793
- C. annae Swinhoe, 1904
- C. antennata Warren, 1912
- C. argentipurpurea Holloway, 1976
- C. argentiviridis Holloway, 1976
- C. balteata Warren, 1912
- C. bilinea Roepke, 1938
- C. biviata Hampson, 1905
- C. calva Warren, 1916
- C. careoides Warren, 1912
- C. carneplagiata Warren, 1912
- C. caroli Prout, 1922
- C. cervina Warren, 1916
- C. cineracea Holloway, 1976
- C. commixta Warren, 1916
- C. confinis Warren, 1916
- C. consimilis Warren, 1916
- C. costiplaga Swinhoe, 1893
- C. cuprea Wileman & South, 1920
- C. curtisi Warren, 1916
- C. chalybea Warren, 1916
- C. chlorostigma Hampson, 1893
- C. devia Hampson, 1912
- C. diagona Hampson, 1912
- C. dione Swinhoe, 1905
- C. diplogramma Hampson, 1905
- C. ducalis Bryk, 1913
- C. effusa Swinhoe, 1901
- C. egens Prout, 1924
- C. elaeogramma Prout, 1926
- C. elaeospila Prout, 1926
- C. endophaea Hampson, 1905
- C. erectilinea Prout, 1924
- C. exesa Warren, 1916
- C. fasciata Moore, 1882
- C. felix Prout, 1922
- C. ferribrunnea Holloway, 1976
- C. ferrinigra Holloway, 1976
- C. ferriviridis Holloway, 1976
- C. flava Bethune-Baker, 1906
- C. flavidirubra Hampson, 1918
- C. fulvescens Warren, 1912
- C. fuscosa Prout, 1928
- C. heidwigae Kobes, 1988
- C. hepatica Warren, 1912
- C. holophaea Hampson, 1905
- C. hollowayi Kobes, 1983
- C. immemor Warren, 1916
- C. indistincta Roepke, 1938
- C. inducens Walker, 1859
- C. infundibulata Warren, 1916
- C. internifusca Hampson, 1912
- C. jacobsoni Roepke, 1935
- C. josephi Prout, 1922
- C. lentilineata Hampson, 1918
- C. leucocraspis Hampson, 1905
- C. leucozona Prout, 1921
- C. longicornis Prout, 1924
- C. loxoscia Prout, 1932
- C. mathilda Swinhoe, 1904
- C. mediogrisea Warren, 1912
- C. mesocausta Hampson, 1905
- C. metaphaea Hampson, 1912
- C. minahassae Roepke, 1932
- C. minima Warren, 1916
- C. minor Mell, 1943
- C. mixticolor Warren, 1916
- C. moira Swinhoe, 1893

- C. nana Kobes, 1983
- C. nebulifera Warren, 1912
- C. negativapex Holloway, 1976
- C. nexilla Hampson, 1912
- C. nicobarensis Warren, 1916
- C. nitida Hampson, 1894
- C. notodontina Felder
- C. obliquifascia Prout, 1928
- C. obsolescens Moore, 1884
- C. obvia Hampson, 1912
- C. ocyra Swinhoe, 1893
- C. ochreipennis Holloway, 1976
- C. ochreoviridis Holloway, 1976
- C. padanga Swinhoe, 1916
- C. padangensis Roepke, 1935
- C. pallida Hampson, 1905
- C. papuensis Warren, 1912
- C. parallelaria Bethune-Baker, 1906
- C. parangulata Kobes, 1983
- C. perspicua Prout, 1922
- C. phaedropa Prout, 1924
- C. picta Moore, 1882
- C. pinkeri Kobes, 1988
- C. plesiogramma Prout, 1926
- C. pollex Kobes, 1983
- C. pratti Bethune-Baker, 1906
- C. proutiae Roepke, 1935
- C. pryeri Druce, 1911
- C. purpurea Hampson, 1891
- C. purpureolineata Hampson, 1918
- C. quieta Prout, 1924
- C. robinsoni Swinhoe, 1903
- C. rubiginosa Roepke, 1935
- C. rubrifusa Hampson, 1905
- C. sabulosa Warren, 1916
- C. semipallida Prout, 1924
- C. seticornis Walker, 1862
- C. sibolgae Roepke, 1935
- C. simplicilinea Warren, 1916
- C. stueningi Kobes, 1988
- C. subvia Wileman & West, 1929
- C. translucens Holloway, 1976
- C. transpurpuralis Holloway, 1976
- C. trichotmeta Prout, 1924
- C. triguttata Warren, 1916
- C. trilineata Warren, 1912
- C. tumida Hampson, 1905
- C. unipunctata Bethune-Baker, 1906
- C. vandermeermohri roe, 1935
- C. varipes Walker, 1856
- C. venusta Warren, 1912
- C. verticata Warren, 1916
- C. vexilla Swinhoe, 1893
- C. viridifascia Swinhoe, 1902
- C. viridipennis Druce, 1911
- C. viridipicta Hampson, 1896
- C. vulpina Warren, 1912
- C. zonata Roepke, 1935